# I bis-bis di Pippo
I bis-bis di Pippo è una miniserie a fumetti pubblicata per la prima volta tra agosto e novembre del 2006 sul settimanale Topolino. Si articola in 12 episodi e narra l'evoluzione nel tempo della famiglia di Pippo, partendo dalla Preistoria e arrivando ai giorni nostri. La sceneggiatura è esclusivamente di Alessandro Sisti, mentre vari disegnatori si sono alternati alle tavole: Gigi Piras, Andrea Ferraris, Alessandro Perina, Giuseppe Dalla Santa e Valerio Held.

## Trama
Indiana Pipps si reca nella soffitta del cugino Pippo per compiere una nuova indagine storica. Tuttavia dopo dodici giorni che non è sceso dalla stanza, Pippo chiede aiuto a Topolino e si recano nella soffitta per vedere cosa fosse successo. Scoprono che l'indagine di Indiana consiste nel cercare tutte le informazioni riguardanti i suoi antenati e ricostruirne la loro storia. Dai cimeli raccolti inizia a raccontare a Topolino e al cugino Pippo la storia degli avi pippidi.
In ogni episodio viene descritta la storia di uno degli avi pippidi. Cronologicamente i racconti partono dalla Preistoria, per poi continuare con l'Antica Mesopotamia (nella fattispecie vengono citati i Babilonesi), l'Antico Egitto, l'Antica Grecia, l'Antica Cina, l'Antica Roma, il Medioevo, la Scoperta dell'America, l'Inghilterra del XVI-XVII secolo, il Periodo Illuminista, la Parigi del XIX secolo e l'America del Novecento e dei giorni nostri.

## Personaggi

### Già conosciuti
- Pippo
- Topolino
- Indiana Pipps

### Esclusivi di questa serie
Pippunk
Il primo dei bis-bis apparso. Più intelligente rispetto ai pippidi del suo periodo, è vissuto nella Preistoria ed è ha inventato vari oggetti ed usi, tra cui la ruota, la soffitta ed anche inventore delle prime due parole della storia, Yuk! e Ahio! Insieme a lui appare brevemente una scimmia che assomiglia a Topolino, e quindi suo probabile antenato. Crea anche da un osso il famoso cappello che Pippo indossa sempre o per meglio dire verrà usato come modello per crearlo in futuro.
Pipgamesh
Bis-bis apparso per la prima volta nella seconda serie della saga. Nel tentativo di ampliare la sua soffitta, piena di cimeli dei suoi parenti, crea un edificio di forma piramidale. L'architetto reale del Re Hammurabi, vista l'opera, decide di copiarne l'aspetto e crea la Ziggurat, non prima di dare a Pipgamesh una multa per abusivismo edilizio costringendo il Pippide ad emigrare ad ovest.
Pipsettete
Bis-bis appartenente all'Antico Egitto, appare nel terzo episodio. Causa una piena del Nilo che inonda la sua città e, prima di essere punito dalle Guardie Reali, si scopre che l'inondazione ha portato invece che dei disastri dei benefici ai raccolti. Al termine della storia si concentrerà sul commercio delle lenticchie, cibo assai prezioso in Egitto con l'intento di esportarle oltre oceano. Nella storia appare anche Horatheb, segretario del faraone e probabile antenato di Orazio.
Pippostene
Appare nel quarto episodio ed appartiene all'età dell'Antica Grecia. È un filosofo che aiuta Ulisse dandogli dei consigli per migliorare le sue truppe, tra cui il cavallo di Troia, giocattolo preferito del Pippide quando era piccolo. Viene mostrato inoltre che le sue tesi sono la base di quelle dei noti filosofi Socrate e Platone.
Pi-Po
Bis-bis cinese apparso nel quinto episodio. Costruisce dei guerrieri di terracotta che spaventano le truppe mongoliche giunte per assediare l'impero cinese. Verrà nominato alla fine giocattolaio imperiale. Nella storia vi sono anche il capo dell'armata mongola, antenato di Gambadilegno ed il generale Ba-Tze-Tong, ispettore di sicurezza di una delle sezioni della Grande Muraglia Cinese, antenato di Basettoni.
Pippus
Bis-bis appartenente all'Antica Roma, appare nel sesto episodio. Ospita per un breve periodo nella sua casa i suoi parenti barbari, che causeranno non pochi guai. Al termine della storia, venuto a sapere dallo Zio Pippila che molte altre orde barbare verranno a visitare Roma, deciderà di fuggire in Pippigozia insieme ai suoi parenti sapendo che l'Urbe avrebbe dato la colpa a lui.
Pippert De Pippis
Bis-bis del Medioevo (probabilmente italiano), appare nel settimo episodio. Scrive il mitico codice che i Templari si portarono nelle Crociate. Nello stesso episodio, appare Pippjorn Pippolson, cugino vichingo di Pippert incontrato a Genova (evidenziata dal porto e dal marinaio che ricorda molto lo stemma della Sampdoria) che lo inviterà ad andare con lui a Vinland (la futura America), prima di mettere radici su un'isola dei Caraibi dove i suoi discendenti rimarranno per circa 200 anni, Pipocchio, giullare di corte, e anche Pypuf El Pip, pippide persiano capace di risolvere il codice di Pippert, ma non preso in considerazione perché ritenuto pazzo. Nella storia appare brevemente anche Messer De la Manette, maestro dei Templari e antenato dell'Ispettore Manetta.
Pippòn Piperito y Pippète
Avo apparso nell'ottavo episodio. Si imbarca nella spedizione di Colombo del 1492 diretta verso le Indie per andare a trovare un suo lontano cugino nel Cipango (l'attuale Giappone). Oltre a lui, vi è Cuanapipù, capo della tribù dell'isola dove Pippòn viene abbandonato dalla flotta di Colombo e Pippgarn, discendente di Pippjorn Pippolson.
Shakespipp
Appare nel nono episodio. È un burattinaio vissuto nell'Inghilterra del XVI-XVII secolo. Tenta di intrattenere la regina con un suo spettacolo, Il sogno di Giulietto e Romea in una notte di mezz'estate durante una tempesta, ma fallisce per la trama troppo confusa. Alla fine della storia incontra William Shakespeare, intenzionato ad ispirarsi al suo spettacolo per scrivere le sue tragedie, decidendo infine di trasferirsi in Olanda per aiutare un suo cugino nella coltivazione di un rarissimo fiore tropicale.
Athanasius Von Pipp
Illuminista pippide del settecento, apparso nel decimo episodio. Con una sua invenzione, una tastierina musicale, aiuterà in maniera indiretta il giovane Mozart a comporre una sinfonia. Sarà inoltre a Parigi, il primo venditore di enciclopedie porta a porta.
Honore' Balthazar Pipotin
Pippide della Parigi di fine Ottocento, apparso nell'undicesimo episodio. Guida dell'Esposizione Universale, probabilmente quella del 1867, illustra ai visitatori le creazioni presenti. Tra i visitatori sono presenti Gustave Eiffel, Jules Verne e i fratelli Auguste e Louis Lumière, questi ultimi alunni della scuola elementare e fermamente credenti al futuro descritto da Pipotin, che darà loro la spinta per l'invenzione futura del cinema attraverso una serie di fotografie velocemente mostrate dal pippide. Si scoprirà al termine della storia essere solo un'inserviente atto ad intrattenere i visitatori mentre la vera guida è in pausa. Nella stessa storia sono presenti anche i giovani Sherlock Holmes e Watson.
Pipp, Pipp e Pipp
Sono tre pippidi del futuro, che appaiono nel dodicesimo ed ultimo episodio. Hanno posizionato nella preistoria uno psicatalizzatore monopippico, caduto poi sul corpo di Pippunk, che avrebbe portato i pippidi che lo avrebbero toccato dal passato al futuro. Tali pippidi sono Pippo e Indiana Pipps, che ne trovano i frammenti nella soffitta del primo. Insieme a Topolino vengono quindi trasferiti temporaneamente nel futuro, dove conoscono i loro futuri discendenti.
Anello mancante
Misterioso pippide appartenente alla stessa epoca di Pippunk. Apparso per la prima volta nelle prime pagine del primo episodio, fa un'apparizione cameo in ogni episodio. A differenza degli altri personaggi, pronuncia solo un "Yunk!"